# Richie McCaw
Richard Hugh "Richie" McCaw, född 31 december 1980, är en nyzeeländsk före detta rugbyspelare som länge var lagkapten för All Blacks.